# Potrójny Most
Potrójny Most (słoweń. Tromostovje) – most w Lublanie na placu Prešerena przebudowany według projektu Jože Plečnika.

## Historia
W okresie średniowiecza w tym miejscu został zbudowany jeden z dwóch mostów przez rzekę Ljubljanica. Był on nazywany dolnym mostem lub szpitalnym (od szpitala w pobliżu). Pierwsza wzmianka o jego istnieniu pochodzi z 1280 roku. W 1841 roku rozebrano go budując na tym miejscu kamienny most, który otwarto rok później. Ponieważ w uroczystości ten wziął udział arcyksiążę Franciszek Karol, nadano mu nazwę Most Franciszka. Most zbudował Giovanni Picco, włoski architekt z Villach. Miał dwa luki i metalową balustradę. Tabliczka z łacińską inskrypcją zachowała się na środkowym moście. Ze względu na zbyt małą przepustowość po zakończeniu I wojny światowej postanowiono zburzyć dotychczasowy most i w jego miejscu zbudować szerszy, nowy. Jože Plečnik postanowił podczas przebudowy, która miała miejsce w latach 1929–1932, nie burzyć starego mostu, ale dodać dwa po bokach. Zainspirowały go drewniane przejścia dla pieszych dobudowywane do mostu Karola w Pradze. Do 1958 roku przez most przejeżdżał tramwaj. Boczne mosty były przeznaczone dla pieszych. Nie są one równolegle do środkowego mostu i mają kształt lejka. Podczas przebudowy Plečnik dodał na trzech mostach takie same kamienne balustrady w których umieścił lampy oświetlające. Z bocznych mostów można zejść po schodach na brzeg rzeki. W 2010 roku zmieniono asfalt na kostkę granitową. Odnowiono go w 1992 roku. Od 2007 roku jest przeznaczony wyłącznie dla pieszych.

## Doodle
Gdy w 2012 roku obchodzono 140 rocznicę urodzin Plečnika uznano most za najbardziej reprezentatywne jego dzieło. 23 stycznia w przeglądarce ukazał się rysunek (Doodle) z wizerunkiem mostu.